# 필리프 2세 도를레앙 공작
필리프 2세(Philippe II, 1674년 8월 2일 ~ 1723년 12월 23일)은 루이 15세의 섭정을 지낸 바 있는 프랑스의 왕족이다.

## 생애
필리프 2세는 오를레앙 공 필리프 1세와 그의 두 번째 아내 팔츠의 엘리자베트 샤를로트의 차남으로, 생클루 성에서 태어났다. 그는 태어나자마자 샤르트르 공작의 작위를 받았으며, 1676년 그의 형 알렉상드르 루이가 죽자 오를레앙 가의 후계자가 되었다. 1692년 루이 14세가 몽테스팡 부인과의 사이에서 낳은 딸 프랑수아즈 마리 드 부르봉과 결혼했다. 평소 몽테스팡 부인을 노골적으로 경멸하던 어머니 엘리자베트 샤를로트는 이 혼담을 무척 싫어했고, 부부의 사이 또한 결코 원만하지 않았다. 필리프 2세는 아버지와 마찬가지로 뛰어난 군인이었고, 예술 애호가였다. 루이 14세는 동생 필리프 1세와 그 아들 필리프 2세의 세력이 커지는 것을 꺼려했고, 특히 조카의 야심을 경계했다. 1701년 아버지의 죽음으로 오를레앙 공작이 되었고, 1715년부터는 다섯 살의 나이로 왕위에 오른 루이 15세의 섭정이 되었다. 섭정 기간 동안 자신을 비난했던 볼테르를 바스티유 감옥에 수감하기도 했다. 1723년 친정을 시작한 루이 15세는 섭정을 그만둔 그에게 재상직을 주었으나 필리프 2세는 그로부터 몇 달 되지 않아 베르사유에서 죽었다.

## 자녀
- 여아(1693 ~ 1694) 요절
- 마리 루이즈 엘리자베트(1695 ~ 1719) 베리 공작 부인
- 루이즈 아델라이드(1698 ~ 1743)
- 카를로타 아글라에(1700 ~ 1761) 모데나 공비
- 루이(1703 ~ 1752) 오를레앙 공작
- 루이즈 엘리자베트(1709 ~ 1742) 스페인 왕비
- 필리핀 엘리자베트(1714 ~ 1734)
- 루이즈 디안(1716 ~ 1736) 콩테 공작 부인